# Gynoplistia ocellifera
Gynoplistia ocellifera är en tvåvingeart som beskrevs av Alexander 1923. Gynoplistia ocellifera ingår i släktet Gynoplistia och familjen småharkrankar. Inga underarter finns listade i Catalogue of Life.